# Fritz Ewert
Fritz Ewert (* 9. Februar 1937 in Düsseldorf; † 16. März 1990 in Swisttal-Heimerzheim) war ein deutscher Fußballspieler. Als Torwart des 1. FC Köln gewann er 1962 und 1964 zweimal die Deutsche Meisterschaft.

## Karriere

### Vereine
Als Torwart der TuRU Düsseldorf machte das 20-jährige Talent in der Verbandsliga Niederrhein auf sich aufmerksam. Von Bundestrainer Sepp Herberger wurde der sprunggewaltige Amateurspieler am 26. Mai 1957 für das Länderspiel der Juniorenauswahl U 23 in Bayreuth gegen die Tschechoslowakei berufen. Beim 1:1-Remis bildete er zusammen mit dem Verteidigerpaar Herbert Dienelt und Hermann Höfer das Schlussdreieck der deutschen Elf. Am 20. und 26. Juni schlossen sich noch zwei Testspiele in DFB-Teams in Schweinfurt und Berlin an. Zur Saison 1957/58 wechselte er in die Fußball-Oberliga West zum 1. FC Köln.
Trainer Hennes Weisweiler startete mit dem Neuzugang aus Düsseldorf am 11. August 1957 in die Oberligasaison 1957/58. Die „Geißbock-Elf“ gewann mit 4:2 Toren bei Fortuna Düsseldorf. Im Lauf der Runde setzte sich aber der vormalige Stammtorhüter Günther Klemm wieder durch und Ewert kam in seiner ersten Oberligasaison auf neun Einsätze. Köln wurde Vizemeister und zog in die Endrunde um die deutsche Meisterschaft ein, Ewert musste sich aber mit der Ersatzbank begnügen. Im zweiten OL-Jahr, 1958/59, eroberte Ewert sich aber die Nummer eins beim 1. FC Köln, wurde mit der Mannschaft des neuen Trainers Peter Szabo Vizemeister und absolvierte in der Endrunde alle sechs Spiele. Sein erstes Endrundenspiel war aber eine 0:4-Niederlage am 16. Mai 1959 in Ludwigshafen gegen den Südwestvertreter FK Pirmasens. In der Saison 1959/60 feierte die Mannschaft von Präsident Franz Kremer die Westmeisterschaft – Ewert hatte alle 30 Rundenspiele bestritten – und zog mit Trainer Oswald Pfau in der Endrunde auch in das Finale am 25. Juni 1960 in Frankfurt gegen den Hamburger SV ein. Mit der Defensivbesetzung Ewert im Tor, dem Verteidigerpaar Georg Stollenwerk und Karl-Heinz Schnellinger sowie der Läuferreihe mit Josef Röhrig, Leo Wilden und Hans Sturm ging das Endspiel mit 2:3 Toren verloren. Von 1960 bis 1963 feierte Fritz Ewert mit dem 1. FC Köln in der Oberliga West vier Mal die Meisterschaft, zog drei Mal in das deutsche Endspiel ein, wurde 1962 Deutscher Meister und absolvierte insgesamt 28 Endrundenspiele. In der Oberliga West kam er von 1957 bis 1963 auf 130 Ligaspiele.
Im Europacup hatte der großgewachsene Torhüter in den Runden 1958/59 bis 1960/61 bereits im Messecup in drei Spielen in der Stadtauswahl Köln und in der Saison 1961/62 in drei Spielen für den 1. FC Köln Erfahrung gesammelt. Als souveräner Meister trat Köln im Landesmeisterwettbewerb am 5. September 1962 im Hinspiel beim schottischen Meister FC Dundee als Favorit an. Es wurde zu einer Blamage, mit 1:8 verlor die Mannschaft von Trainer Čajkovski. Bereits in der 4. Minute hatte sich Keeper Ewert nach einem Luftduell mit einem Schotten verletzt, so dass er zunächst benommen weiterspielte, aber in der zweiten Hälfte durch Feldspieler Anton Regh ersetzt werden musste, da es zu dieser Phase noch keine Einwechslung gab.
Mit dem Spieljahr 1963/64 startete die eingleisige Fußball-Bundesliga. Der viermalige Serienmeister der Oberliga West, 1. FC Köln, wurde seiner Favoritenrolle mit dem neuen Trainer Georg Knöpfle gerecht und eroberte die erste Meisterschale in der Bundesliga. Der Torhüter gehört dem Spielerkreis an, die am Starttag der Bundesliga, am 24. August 1963, als Aktiver die Liga zum Laufen brachten. Köln gewann mit 2:0 Toren beim 1. FC Saarbrücken und vor Ewert agierte das Verteidigerpaar Fritz Pott und Anton Regh und die Defensive wurde durch die Läuferreihe mit Helmut Benthaus, Leo Wilden und Hans Sturm vervollständigt. Ewert war in 26 Spielen ein Sicherheit gebender Rückhalt im Tor und wurde in den vier restlichen Spielen von Toni Schumacher vertreten. Eine überragende Leistung brachte er am 13. Spieltag, dem 30. November 1963, als der Tabellenführer Köln mit zwei Punkten Vorsprung beim Verfolger Borussia Dortmund anzutreten hatte. In der Bundesliga-Chronik 1963/64 wird zum 3:2-Erfolg der Kölner notiert:

„Köln hatte sich jedoch um den Strafraum herum eingeigelt und verteidigte äußerst geschickt. Zudem stand mit Ewert ein Mann mit tollen Reflexen und „tausend Händen“ im Kasten. Selbst einen Handelfmeter von Emmerich boxte der Schlussmann aus der Gefahrenzone (73.). So überstand der Tabellenführer dezimiert das Trommelfeuer der Gastgeber in einem aufregenden Spitzenspiel.“

War er im ersten Bundesliga-Jahr noch Stammkeeper des FC, so verlor er in der darauffolgenden Spielzeit, 1964/65, seinen Platz an Toni Schumacher. So stand er auch im Europacup der Landesmeister in der 2. Runde gegen Panathinaikos Athen im November 1964 im Tor, in den drei legendären Spielen im Viertelfinale gegen den FC Liverpool im Februar/März 1965 hütete aber Toni Schumacher das Kölner Tor. In seiner letzten Saison in Köln, 1965/66, kam er nur noch zu zwölf Bundesligaeinsätzen. Sein letztes Pflichtspiel absolvierte er am 30. April 1966 bei der 2:3-Auswärtsniederlage gegen Borussia Dortmund. Von 1963 bis 1966 hatte Ewert 45 Bundesligaspiele bestritten. Im Europacup stand er in 12 Spielen im Kölner Tor. Als 1966 mit Milutin Šoškić ein jugoslawischer Nationaltorwart verpflichtet wurde, wechselte Ewert in die Niederlande zum AZ Alkmaar. Insgesamt hatte er für die Kölner 230 Pflichtspiele bestritten. In Alkmaar spielte Ewert nur eine Saison. Bereits 1967 kehrte er zur TuRU Düsseldorf zurück. 1973 spielte er noch für die SpVg Frechen.

### Nationalmannschaft
Noch als Amateurspieler von TuRU Düsseldorf begann die internationale Karriere des Torhüters. Am 26. Mai 1957 wurde er von Bundestrainer Sepp Herberger erstmals in die Juniorennationalmannschaft U 23 berufen. Das Länderspiel in Bayreuth gegen die Auswahl der Tschechoslowakei endete 1:1 unentschieden. Als Torhüter des 1. FC Köln folgten in der Saison 1958/59 zwei weitere Einsätze gegen Dänemark und England in dieser Talentauswahl des DFB; in der Saison 1959/60 bestritt er noch ein Spiel gegen die Auswahl Ungarns. Am 3. Oktober 1959 wurde er vom Bundestrainer beim B-Länderspiel in Konstanz gegen die Schweiz getestet. Bei der 0:1-Niederlage gegen die Eidgenossen bildete er zusammen mit den Verteidigern Friedel Lutz und Willi Giesemann sowie der Läuferreihe mit Willi Schulz, Ferdinand Wenauer und Dieter Stinka die Defensive. Sein Debüt im A-Nationalteam gab er am 21. Oktober 1959 in Köln beim 7:0-Sieg gegen die Niederlande. Insgesamt spielte er viermal für die A-Nationalmannschaft. In der besten Phase von Fritz Ewert war Hans Tilkowski der Stammtorhüter in der Nationalmannschaft. In zwölf Länderspielen saß der Kölner Keeper auf der Ersatzbank, spielte in diversen Testspielen der DFB-Auswahl und war letztmals beim Länderspiel am 29. April 1964 in Ludwigshafen gegen den Vizeweltmeister Tschechoslowakei Ersatztorhüter. Einer möglichen Nominierung zur Weltmeisterschaft 1962 kam er dabei mit einer Absage aus beruflichen Gründen zuvor, da er sich Mitte Mai nach dem Meisterschaftsgewinn 1962 mit dem Betrieb einer Tankstelle selbständig gemacht hatte und in der Anfangszeit nicht abwesend sein wollte.
Fritz Ewert verstarb 1990 nach langer, schwerer Krankheit.

## Erfolge
- Deutscher Meister: 1962, 1964
- Vize-Meister: 1960, 1963